# コレオ
コレオ(英語: Coleo,スペイン語: Coleo)またはコレオ・デ・トロス（スペイン語: Coleo de toros）はベネズエラ及びコロンビアで見られるロデオに似た伝統的スポーツ。複数形はコレオスまたはコレオス・デ・トロス。その起源は16世紀中盤にまで遡る。

## 概要
馬に乗った少人数のリャネーロ（es:llanero、カウボーイの一種）がマンガ・デ・コレオ（スペイン語: manga de coleo）と呼ばれる細いコースの中で高速で牛を追いこんで倒す、チリで行われるロデオに似たスポーツである。プレイヤーは男性はコレアドール（スペイン語: coleador）、女性はコレアドーラ（スペイン語: coleadora）と呼ばれる。コレオは通常大きなイベントや宗教的行事に伴う催事として行われ、リャノと呼ばれる平原地帯を中心にベネズエラのほとんど全土とコロンビアの一部では一般的に催されている。また旧大コロンビアにあたる地域を中心にメキシコ、ブラジル、ニカラグア、キューバ、ペルーやパナマのそれぞれ一部でも催されている。コレオの世界選手権にはベネズエラ、キューバ、メキシコ、コロンビア、パナマ、ブラジルが参加している。

## 競技形態

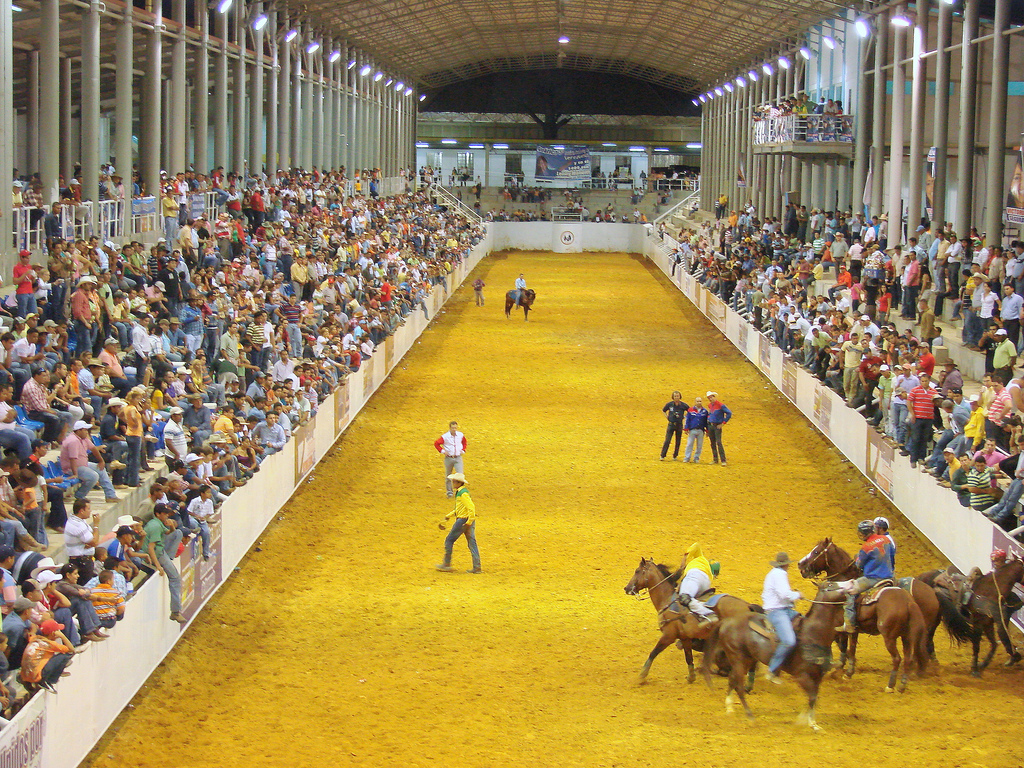
屋内のマンガ・デ・コレオ。

コレオは落とし戸の後ろに数名の馬に乗ったコレアドールと雄牛とをそれぞれ入れた状態で開始される。この雄牛は参加者の技量や年齢によっては仔牛に置き換えられることもある。落とし戸の先には約100メートルの両側を高い柵に囲まれ、表面を土で覆われた道状のマンガ・デ・コレオが繋がっている。審判員の開始の合図によってまず牛が放たれる。この2、3秒後に今度は馬に乗ったコレアドールが牛を追い立て始める。コレアドールは牛の尻尾を掴むことができたら、尻尾をつかんだまま馬のスピードを上げ続け、牛を転倒させる。コレオはこの牛が転倒するまでの時間の短さを競うものである。
コレオは危険なスポーツであり、多くの参加者は男性であるが、女性のみの参加者でコレオが行われることも珍しくない。非常に攻撃的なスポーツであり、また最低限の防具しかつけずに高速で走る馬に乗ることから、プレー中の事故も少なくない。さらに、観客が柵の上に座って見物していることもあり、興奮したり酔っぱらった観客がコレアドールや牛の上に落ちたり、馬や牛に撥ねられる事故もある。

## 競技者
ベネズエラにはベネズエラコレオ連盟（スペイン語: FEDERACION VENEZOLANA DE COLEO）が存在する。またコロンビアにも同様の組織がある。また、ベネズエラには約40人のプロのコレアドールが生活しているが、遥かに多い数のアマチュアが存在し、ベネズエラ全体で見るとコレアドールの多くはアマチュアである。